# 隋史遗文
《隋史遗文》，明朝末期通俗小说，袁于令撰，传世有“名山聚本”，分别存于北京图书馆和北京大学图书馆。1932年孙楷第先生在大连“满铁图书馆”也曾发现，但是大连藏本现已失存。
全书十二卷六十回，书名题署“剑啸阁批评秘本出像隋史遗文”，卷首有崇祯六年(1633)作者袁于令自序。《隋史遗文》是“隋唐演義系列小說”中的一部，在该书之前有《大唐秦王词话》、《隋唐志传通俗演义》、《唐书志传通俗演义》、《隋煬帝艷史》等，但在《隋史遗文》之前的“隋唐演義系列小說”中，秦王李世民一直是故事的核心人物，秦瓊并非主角。《隋史遗文》則將敘事的焦點置於秦瓊，以近三分之二的篇幅描述他的生平事迹，是“隋唐演義系列小說”從「歷史演義」到「英雄傳奇」轉變過程的一個重要的轉折。以秦瓊为主的构思，可能来自柳敬亭有关评书的影响，柳敬亭所說評話《秦叔寶志傳》可能就是它的底本。《隋史遗文》对于其后的《隋唐演义》和《说唐》两书有重大影响，《隋唐演義》前六十六回甚至大量抄錄自《隋史遺文》。
《隋史遺文》成功塑造了秦瓊的英雄形象，“好事抱不平”，在得知土豪惡少宇文惠及仗势奸淫民女，秦叔宝义愤填膺，打死惠及，轟動整個长安城。書中又總說他是“多情”之人，有恩必报。早年单雄信與秦瓊素昧平生，秦瓊落难潞州，病倒荒廟，单雄信将其接至家中养病，待其病癒後又赠重金送其还乡。日後李世民以私忿坚持要杀单雄信，“叔宝涕泣如雨，愿以身代死”，無奈秦琼等人多次求情，终不能免。临刑前，秦瓊、徐懋功、程咬金三人割股炙肉以饷单雄信。秦琼还让兒子秦怀玉与单雄信女儿单爱莲当场订婚，以安慰单雄信。《隋史遺文》又寫秦瓊對於張須陀之死內疚，他自責“我雖不殺伯仁，伯仁由我而死”，自备猪羊祭奠张须陀等人，还写篇祭文紀念，“使我们更能领会叔宝那份‘多情’不忘恩的英雄本色。”。
《隋史遺文》自明崇禎年間刊行後即未再出版過，湮沒不聞，此後三百年乏人問津，而《隋唐演义》卻大行於世。1975年臺灣的幼獅月刊出版社根據日本早稻田大學珍藏之顯微軟片予以放大後重刊，在膠片上文字有時難以辨認，當時臺灣並無“名山聚本”藏書，只能對照《隋唐演義》加以補訂，出版後仍有闕字。日後學界開始重視此書，北京大學出版社於1988年推出宋祥瑞點校本。夏志清認為此書在藝術上之成就，足與《三國演義》、《西遊記》相抗衡。

## 回目
- 第一回　图夺嫡晋王树功　塞乱源李渊惹恨
- 第二回　隋主信谗废太子　张衡造谶危李渊
- 第三回　齐州城豪杰奋身　楂树岗唐公遇盗
- 第四回　秦叔宝途次救唐公　窦夫人寺中生世子
- 第五回　柴公子舞剑得姻缘　秦解头领文吃担阁
- 第六回　蔡太守随时行赏罚　王小二转面起炎凉
- 第七回　三义坊当简受腌臜　二贤庄卖马识豪杰
- 第八回　入酒肆蓦逢旧识人　还饭钱径取回乡路
- 第九回　魏道士留住东岳庙　单员外迎往二贤庄
- 第十回　樊建威冒雪访行踪　单员外赠金贻祸水
- 第十一回　众捕人大闹皂角林　好汉子缚进潞州府
- 第十二回　定罪案发配幽州地　打擂台扬名顺义村
- 第十三回　张公瑾转托二尉迟　秦叔宝解到罗帅府
- 第十四回　秦夫人见侄起悲伤　罗公子瞒父观操演
- 第十五回　勇秦琼舞简服三军　小罗成射鹰助一弩
- 第十六回　罗元帅作书贻蔡守　秦叔宝赠金报柳氏
- 第十七回　单雄信促归秦叔宝　来总管遣贺杨越公
- 第十八回　齐国远啸聚少华山　秦叔宝引入永福寺
- 第十九回　柴郡马留寓报德祠　陶苍头送进光泰门
- 第二十回　收礼官英雄识气色　打球场公子逞豪华
- 第二十一回　齐国远漫兴立球场　柴郡马挟伴游灯市
- 第二十二回　长安妇人观灯步月　宇文公子倚势宣淫
- 第二十三回　老妇人失女诉冤情　众好汉抱愤成义举
- 第二十四回　恣蒸淫太子迷花　躬弑逆杨广篡位
- 第二十五回　新皇大逞骄奢　黔首备遭荼毒
- 第二十六回　二百里海山开胜景　十六院嫔御斗豪华
- 第二十七回　程咬金无处卖柴扒　尤俊达有心劫银杠
- 第二十八回　长叶林响马自通名　齐州城太守请捕盗
- 第二十九回　单雄信驰送绿林箭　程咬金踹断杨木板
- 第三十回　秦叔宝回官受笞责　贾润甫接客惹疑猜
- 第三十一回　程咬金酒筵供盗状　秦叔宝烛焰烧捕批
- 第三十二回　众豪杰登堂祝鹤算　老夫人受庆饮霞觞
- 第三十三回　李玄邃关节来总管　柴嗣昌请托刘刺史
- 第三十四回　牛家集努力除奸　睢阳城直言触忌
- 第三十五回　徐世勣杯酒论英雄　秦叔宝邂逅得异士
- 第三十六回　隋主远征影国　郡丞下礼贤豪
- 第三十七回　秦叔宝智取浿水　来护儿大战平壤
- 第三十八回　宇文述计报冤仇　来总管力援豪杰
- 第三十九回　王薄倡众乱山东　须陀一日破四贼
- 第四十回　寡敌众潍水成功　客作主祝阿奏捷
- 第四十一回　杨玄感愎谏败成　李玄邃轻财脱祸
- 第四十二回　叔宝计全密友　宇文巧陷正人
- 第四十三回　雪秦琼须陀驰密疏　保秦母士信反山东
- 第四十四回　瓦岗寨雄信重会　荥阳郡须陀死节
- 第四十五回　祭须陀逢李密　战回洛取仓城
- 第四十六回　润甫巧说裴仁基　世勣智取黎阳仓
- 第四十七回　杀翟让魏公独霸　破世充叔宝建功
- 第四十八回　唐公晋阳举义　李氏□县聚兵
- 第四十九回　李密结盟唐公　叔宝力救李靖
- 第五十回　化及江都弑主　魏公永济鏖兵
- 第五十一回　世充擅政杀文都　知节力战救行俨
- 第五十二回　世充诡计败魏公　玄邃反覆死熊耳
- 第五十三回　秦叔宝失主归郑　程知节决意降唐
- 第五十四回　寇河东武周入犯　战美良叔宝竖功
- 第五十五回　降敬德河东大定　救李艺兄弟相逢
- 第五十六回　士信枪挑玄应　尉迟槊刺雄信
- 第五十七回　秦王兵围洛阳　郑王求援夏主
- 第五十八回　秦王虎牢扼要　建德汜水就擒
- 第五十九回　羽翼孤郑王面缚　交情深叔宝割股
- 第六十回　二憝除秦王即真　百战勋秦琼锡爵